# Gourdjaani
Gourdjaani est une ville de Géorgie 8 024 habitants (2014).

## Monuments
- Église de la Dormition de la vierge (Gourdjaani) (en) (Kvelatsminda)
- Musée Nato Vatchnadze

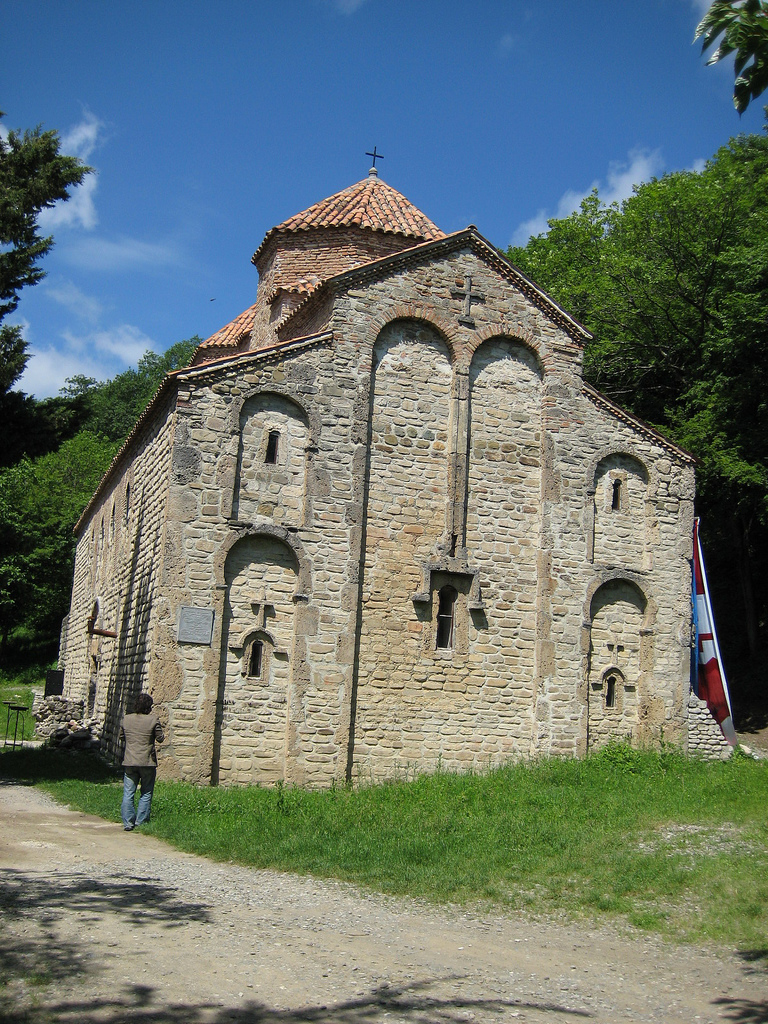
Gurjaani Qvelac'minda Church
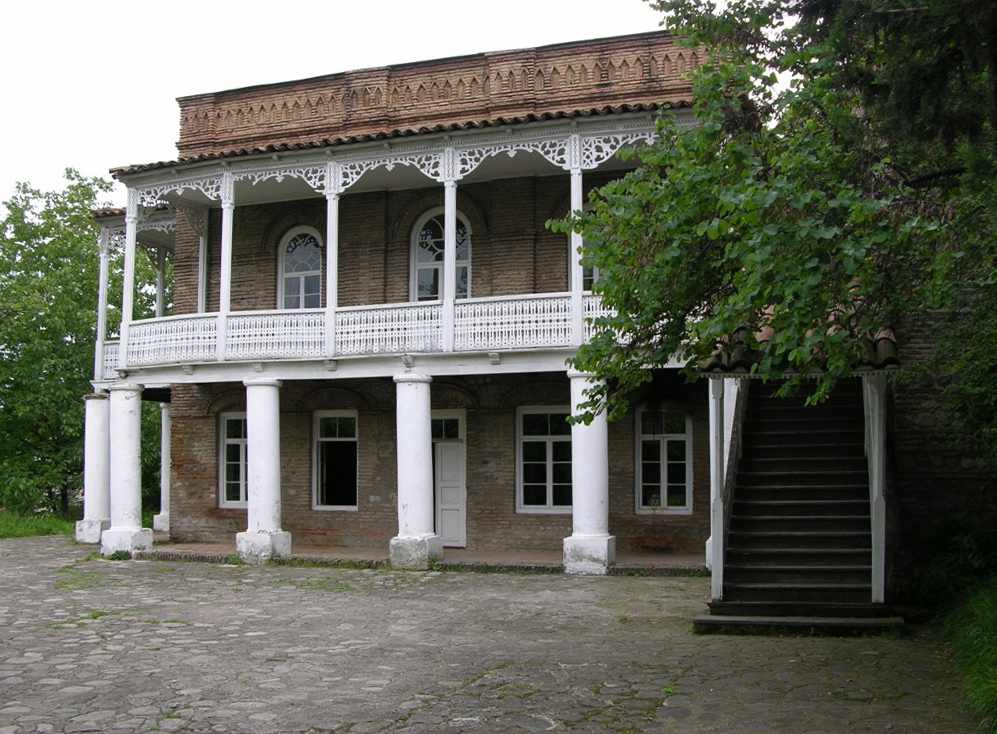
Nato Vachnadze Museum

## Personnalités
- Nato Vatchnadze (Natalia Andronikova, 1904-1953), actrice
- Natela Iankoschwili (de) (1918-2008), peintre
- Bela Chekurishvili (en) (1974-), poétesse et journaliste

## Jumelages
- Haradok, Biélorussie
- Municipalité du district de Pakruojis, Lituanie
- Powiat de Piaseczno, Pologne